# Un rostro en mi pasado
Un rostro en mi pasado es una telenovela mexicana dirigida por Alfredo Gurrola, producida por Ernesto Alonso para la cadena Televisa.
Fue protagonizada por Sonia Infante, Joaquín Cordero y Juan Peláez, con las participaciones antagónicas de Ana Patricia Rojo y Armando Araiza

## Argumento
Elisa es una mujer inteligente y trabajadora, dueña de una prestigiosa editorial llamada El Mercurio. Está casada con Armando y tiene cuatro hijos: Roberto, Miranda, Clara y Enrique. Sin embargo, su exitosa vida profesional contrasta con su desastrosa vida personal. Armando es un completo inútil que vive del trabajo de su esposa y tampoco se preocupa de sus hijos. Debido al poco apoyo de sus padres, los hijos de la pareja sufren graves trastornos de personalidad y conducta. Roberto imita el ejemplo de su padre y se dedica sólo a la buena vida, mientras que Miranda sufre de cleptomanía y Clara se ha convertido en mitómana. El único que no ha dejado el buen camino es Enrique, a quien Elisa adoptó cuando era pequeño.
Frustrada e impotente al no poder solucionar los conflictos familiares, Elisa encuentra consuelo en su amistad con Ernesto Vidal, un escritor con una hija, Mariela. Sin embargo, lo que Elisa no sabe es que Ernesto está a punto de publicar un libro que destapa un gran número de negocios de la mafia y en el que implica especialmente a su jefe, Carlos Dubois.
Poco a poco, la amistad entre Elisa y Ernesto da paso al amor, pero Ernesto recibe amenazas de la mafia, por lo que le escribe una carta a Elisa diciéndole que se vean en su departamento. Al llegar, Elisa descubre el cadáver de su amado e inconscientemente recoge la pistola justo cuando la policía entra. Elisa es arrestada por el crimen y condenada a cuarenta años de cárcel, y Armando aprovecha la oportunidad para quedarse con el dinero de su esposa y poner a sus hijos en contra de su madre; sin embargo, Enrique no se deja influenciar y cree en la inocencia de Elisa.
Diez años después, el conserje del edificio donde vivía Ernesto declara que Elisa no cometió el crimen, pero muere antes de confesar quién es el verdadero asesino, pues siempre ocultó la verdad por temor. Elisa es puesta en libertad y dedica sus esfuerzos a recuperar el amor de sus hijos y a encontrar al verdadero asesino. Sin embargo, Elisa no lo tendrá nada fácil, pues Roberto se enamora de Karla Dubois, hija de Carlos Dubois, y Enrique de Mariela Vidal, la hija de Ernesto, que ha jurado vengar la muerte de su padre.

## Elenco
- Sonia Infante - Elisa de Estrada
- Joaquín Cordero - Armando Estrada
- Armando Araiza - Roberto Estrada
- Ana Patricia Rojo - Miranda Estrada
- Amara Villafuerte - Clara Estrada
- Alejandro Landero - Enrique Estrada
- Flor Trujillo - Raquel Estrada
- Gabriela Ruffo - Karla Dubois
- Juan Peláez - Carlos Dubois
- Chantal Andere - Mariela Vidal
- Manuel Ojeda - Dr. Leonardo Sánchez
- Silvia Manríquez - Elvira Dubois
- Alejandro Ruiz - Ricardo Gil Olmedo
- Lizzeta Romo - Graciela Romero
- Gloria Jordán - Tina
- Gilberto Román - Ernesto Vidal
- Yolanda Ciani - Rosario
- Katia del Río - Rita Romero
- Rosario Gálvez - Pacita
- Humberto Elizondo - Rafael Reyes
- Rafaello - Hugo
- Norma Lazareno - Lina Mabarak
- Dolores Beristáin - Doña Irene
- Belén Balmori - Zoila Sánchez
- Marco Hernán - Alex Bretón
- Eduardo Liñán - Joaquín Herrera
- Armando Palomo - Adán Ferreira
- Adalberto Parra - Ruperto
- Stephanie Salas - Sabrina
- Sergio Sánchez - Ringo
- José María Torre - Roberto (niño)
- Faviola Elenka Tapia - Miranda (niña)
- Áurea Rangel - Karla (niña)
- Raúl Castro - Enrique (niño)
- Andrea Torre - Mariela (niña)
- Frieda Klein - Clara (niña)
- Mariana Navarro - Rita (niña)
- Lorena Enríquez - Magda Cervantes
- María Regina - Georgina Vidal
- José Zambrano - Nicolás de la Torre
- Rodrigo de la Mora - Ramiro Lavalle
- José Miguel Checa - Fernando Lavalle
- José Antonio Ferral - Miguel
- Carmen Cortés - Aurora Candia
- Cinthia Zurita - Adriana
- Michelle Mayer - Julia Ferrer
- Rocío Yaber - Aurelia Ferrer
- Gabriel Chávez - Ignacio Ferrer
- Alex Phillips - Damián Villalobos
- Silvia Campos - Yolanda
- Antonio Miguel - Antonio Mabarak
- Lucía Castell - Leonora Gil Olmedo
- Araceli Aguilar - Adela
- Ángeles Marín - Chabela
- Sara Monar - Diana Reyes
- Luis Miguel Valles - Nando
- Rafael Montalvo - Edmundo Suárez
- Juan Moro
- Guillermo Aguilar
- Phillipe Amand
- Aída Naredo

## Premios y nominaciones

### Premios TVyNovelas 1991
| Categoría         | Nominado       | Resultado |
| ----------------- | -------------- | --------- |
| Mejor actor joven | Armando Araiza | Nominado  |

## Versiones
- Un rostro en mi pasado es remake de la telenovela Un rostro en el pasado producida también por Ernesto Alonso para Televisa en 1960 y protagonizada por Sara García.